# پارتهنشتاین
پارتهنشتاین (به آلمانی: Parthenstein) یک شهر در آلمان است که در لایپتسیگ واقع شده‌است. پارتهنشتاین ۳٬۷۷۶ نفر جمعیت دارد.